# Messier 88
Messier 88 (auch als NGC 4501 bezeichnet) ist eine Spiralgalaxie vom Hubble-Typ Sb im Sternbild Haar der Berenike (Coma Berenices) am Nordsternhimmel. Sie ist schätzungsweise 100 Millionen Lichtjahre von der Milchstraße entfernt. M88 ist das hellste Mitglied der NGC 4501-Gruppe (LGG 285). Die Entfernungsmessungen basierend auf den Radialgeschwindigkeiten stimmen nicht mit den rotverschiebungsunabhängigen Entfernungsschätzungen von 61 ± 16 Millionen Lichtjahren überein.
Sie wurde am 18. März 1781 vom französischen Astronomen Charles Messier zusammen mit sieben anderen Galaxien des Virgo-Galaxienhaufens entdeckt. Die galaktische Ebene von M88 ist um etwa 30 Grad gegen die Sichtlinie geneigt, wodurch sie eine gewisse Ähnlichkeit gewinnt mit dem Andromedanebel, der ebenfalls vom Typ Sb ist.
Wie viele Spiralgalaxien des Virgohaufens besitzt M88 eine hohe Pekuliargeschwindigkeit, d. h. bewegt sich mit großer Geschwindigkeit relativ zum Schwerpunkt des Haufens. Die Rotverschiebung liefert eine Radialgeschwindigkeit von etwa 2000 km/s, so dass die Galaxie sich mit etwa 700 km/s vom Haufenzentrum wegbewegt.
Am 28. Mai 1999 erschien die Typ Ia Supernova 1999cl in M88. Bei ihrer Entdeckung am darauf folgenden Tag hatte die Supernova eine scheinbare Helligkeit von 16,4 mag und erreichte ihr Maximum am 12. Juni mit einer Helligkeit von 13,4 mag. Da Typ-I-Supernovae zu den besten Standardkerzen der Kosmologie gehören, war dieses Ereignis von großem Interesse hinsichtlich der Entfernungsbestimmung für den Virgohaufen.

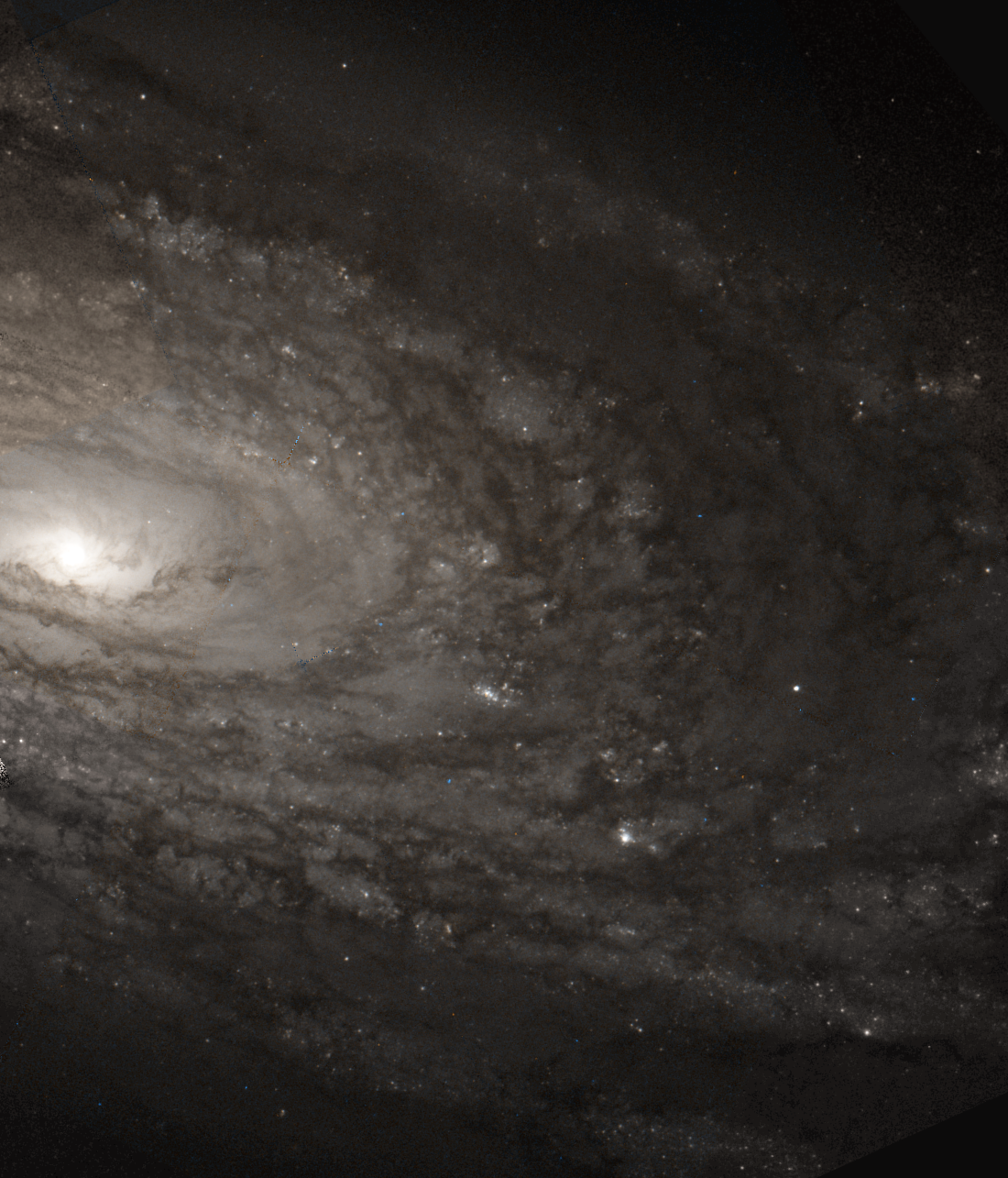
Überlagerte Aufnahmen des Hubble-Weltraumteleskops
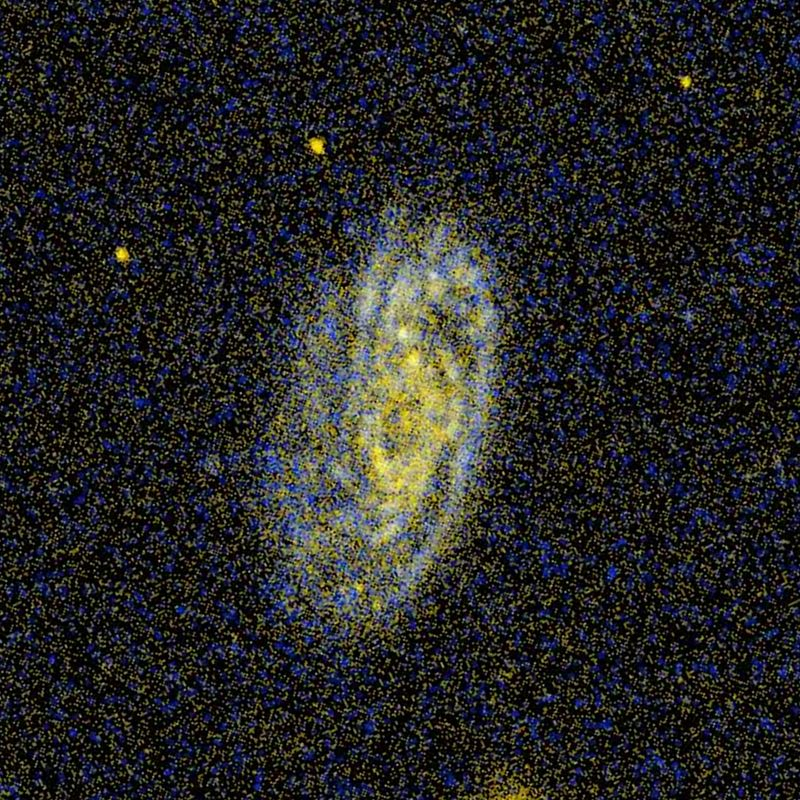
UV-Aufnahme, GALEX